# Síh nosatý
Síh nosatý (nebo čokora, muksuna či syroka; odborně Coregonus nasus) je asijská ryba z čeledi lososovitých. Vyskytuje se na dolních tocích řek od Bílého moře až k východu Sibiře. Má malou hlavu a světle zelený hřbet, dorůstá až přes 60 cm a 6 kg. V oblasti, kde se vyskytuje, je významnou tržní rybou. Druh popsal Peter Simon Pallas v roce 1776.

## Galerie

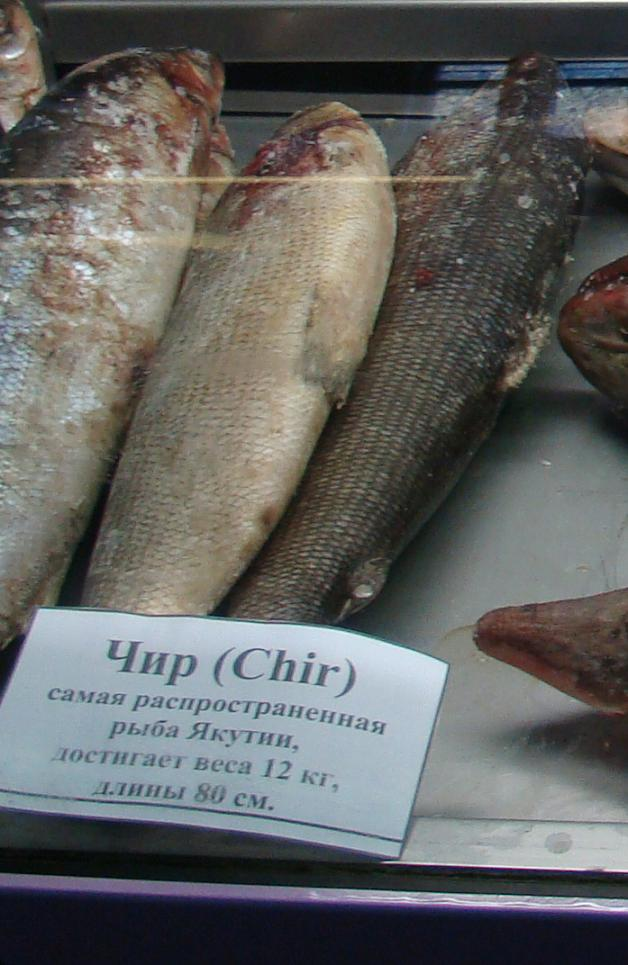
Síh nosatý jako tržní ryba